# Модфа

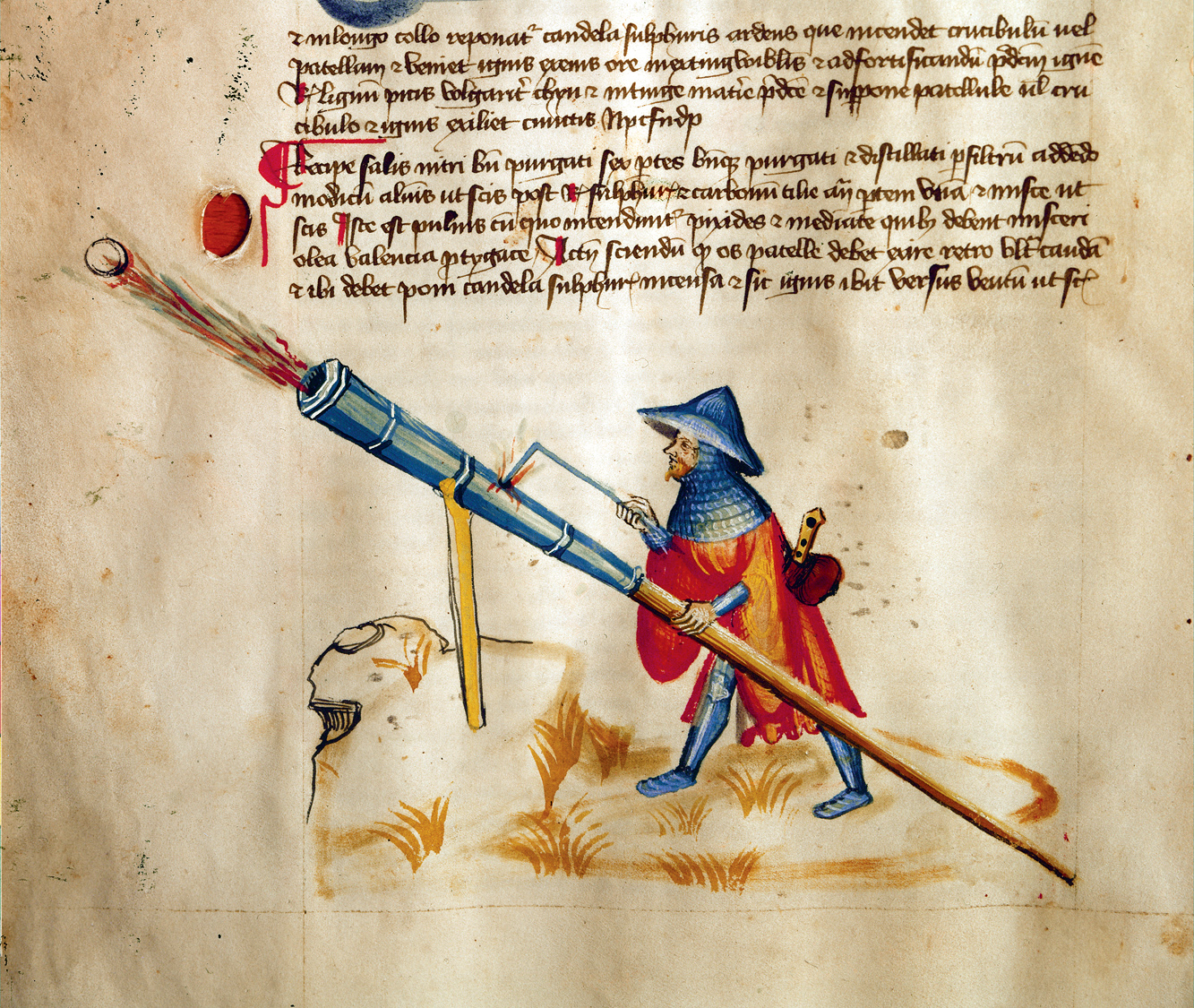
Європейська гармата початку XV століття, аналог арабської модфа, в момент пострілу. Мініатюра із манускрипту «Bellifortis». Konrad Kyeser, біля 1400

Модфа (мадфа) — один з перших зразків ручної вогнепальної зброї (застосовувався арабами в XII–XIII ст.)

## Опис
Металевий ствол (трубка) калібром близько 20 мм, прикріплений до древка. Стріляла з сошки круглим металевим ядром, званим бондок (арабською — горіх). Заряд складався з порошкоподібної суміші селітри, вугілля і сірки. Займання заряду здійснювалося шляхом піднесення розпеченого металевого пруту до отвору в стінці ствола (початковий отвір).

## Історія
Отримавши від індійців і китайців знання про порох і його застосування, араби дуже швидко винайшли вогнепальну зброю. Володіючи порівняно розвиненими наукою і технікою, араби освоїли нову зброю і застосували її при обороні міста Аліканте, а в подальшому — при захисті своїх фортець.
Згідно написаної Альфредо Конде історії маврів в Іспанії, вогнепальні пристосування вживалися при облозі Сарагоси в 1118 р., тобто більш ніж за 100 років до першої згадки китайської та індійської вогнепальної зброї. Маври, що були в XII–XIII ст. найбільш розвиненим в культурному і технічному відношенні народом світу, раніше за інших здійснили перехід від вогнеметного зброї до вогнепальної. У декількох мавританських рукописах містяться згадки про використання ручної вогнепальної зброї — модфа.
Перше надійне свідчення про використання великої вогнепальної зброї маврами відноситься до облоги мусульманського міста Пуебли кастильским королем Альфонсом X 1262 р. Відбиваючи атаки іспанців, маври стріляли з залізних знарядь «з громом, шумом, великою швидкістю і такою руйнівною силою, яка раніше не була відома». 
Аналогічну зброю згодом стали застосовувати і в європейських країнах. Вже в 1308 році іспанці обстрілювали з гармат стіни Гібралтару. У 1314 році зброя з'явилися на території Бельгії, яка в той час належала Іспанії. У 1326 року перші її зразки стріляли в Італії, через два роки у Франції, згодом її освоїли англійці (і з успіхом застосували в битві при Кресі), німці, шведи, угорці. Не зайве зазначити, що перші західноєвропейські «артсистеми» практично не відрізнялися від арабських модфа XIII століття.